# Garveia tenella
Garveia tenella är en nässeldjursart som först beskrevs av John Fraser 1925.  Garveia tenella ingår i släktet Garveia och familjen Bougainvilliidae. Inga underarter finns listade i Catalogue of Life.